# Cambio de comportamiento (individual)
Un cambio de comportamiento en psicología y medicina, es una modificación importante si se compara con el comportamiento previo de una persona, que consiste en pensamientos anormales, interpretaciones, emociones o relaciones cambiantes.
Puede ser temporal o permanente, y ser debido a reacciones adversas a medicamentos o a un trastorno mental. La interacción entre los procesos fisiológicos y su efecto en el comportamiento individual es la base de la psicofisiología. 

## Tratamiento psicológico
En muchos casos, una persona puede exhibir comportamientos que son dañinos. La modificación de la conducta es un método utilizado para corregir las conductas dañinas. La terapia cognitiva conductual se puede utilizar en el esfuerzo por cambiar el comportamiento de un individuo. Requiere la participación voluntaria del individuo al que se aconseja que sea efectivo. 
La capacitación de los consejeros y sus intervenciones puede aumentar la probabilidad de cambios de comportamiento en aquellos a quienes asesoran.

## Significación clínica
En algunos casos, la reacción a un medicamento es un efecto esperado. En otros casos, un cambio de comportamiento puede indicar que la dosis del medicamento está en un nivel tóxico, o es un indicio de hipersensibilidad al medicamento. Los pacientes geriátricos son más susceptibles a estos efectos.